# Тур (город)
Тур (фр. Tours МФА: [tuʁ]о файле, лат. Turones, Caesarodunum Turonum, Augusta Turonum) — город во Франции на реке Луаре, в месте слияния её с рекой Шер. Административный центр департамента Эндр и Луара. Население 142 000 (город) и 297 630 (с пригородами) человек (2006). Центр виноделия долины Луары. Главный город исторической области Турень. Большой транспортный узел — железнодорожный вокзал, аэропорт.
Электротехническое и сельскохозяйственное машиностроение. Вагоноремонтная, химическая, фармацевтическая, полиграфическая, швейная, мебельная промышленность. Университет (фр.). Французский язык, на котором говорят в Туре, считается самым чистым. В Туре 20 мая 1799 года родился Оноре де Бальзак.

## История
Название города произошло от галльского племени туронов, поселения которых находились на правом берегу Луары. После завоевания Галлии римлянами, на левом берегу был основан город, который назывался Туронемсис или Цезародунум («Холм Цезаря»). Современное имя города омонимично французским словам «экскурсия» и «башни», что вполне символично. Тур является наиболее удобной отправной точкой для экскурсий по знаменитым замкам, расположенным в долине Луары. Что касается второго значения, то в гербе города красуются три старинные башни. При франках Тур составлял особое графство.

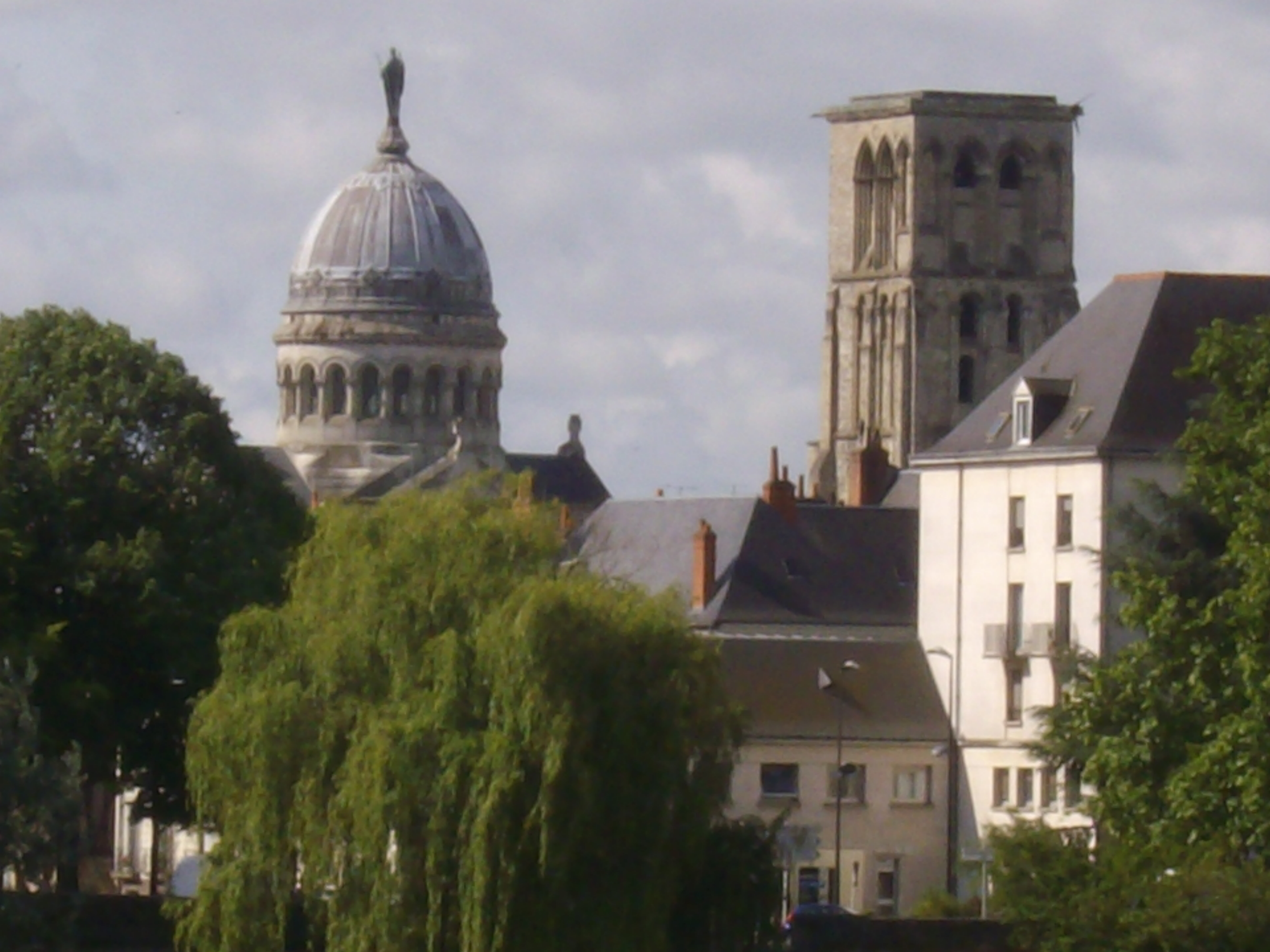
В историческом центре Тура

Во времена римского владычества Тур, благодаря очень выгодному расположению, плодородным землям и некоторым экономическим привилегиям, стал одним из самых богатых городов империи.
В середине III века из Рима в Цезародунум для основания христианской общины был послан миссионер Гатиан. Со своей задачей он справился. В IV веке архиепископом в Цезародунуме стал Святой Мартин Турский. Он вёл очень активную миссионерскую деятельность и так прославился на этом поприще, что его могила, церковь Святого Мартина оказались одним из величайших паломнических центров Европы — наравне с Сент-Экзюпери в Тулузе и Сантьяго де Компостела. И сейчас Тур порой называют «городом святого Мартина».
В 573 году сан епископа Турского получил знаменитый франкский историк Григорий Турский, хронист Меровингов. Он тоже был признан святым. Религиозные настроения определили развитие города в эпоху Каролингов, но постепенно Тур становится городом ремесленников, художников, учёных. 10 октября 732 года произошло знаковое событие не только для истории Тура, Франции, но и всей Европы. Карл Мартелл одержал под Туром победу над маврами, чем и поставил точку в завоевании мусульманами Западной Европы.

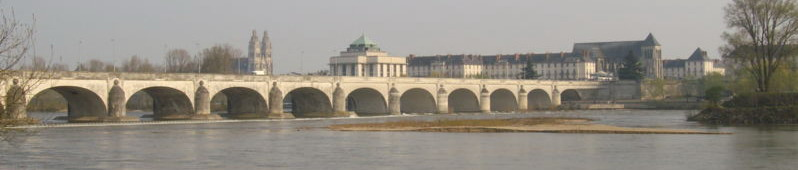
Средневековый мост через Луару

Что не означало, конечно, безоблачную историю. Так, викинги грабили город в 853 и в 903 годах. Но город продолжал расти и укрепляться, в том числе и финансово. В период правления Филиппа II турский ливр был принят в качестве международной валюты Франции.
В VIII веке в Туре была основана академия, где изготавливали рукописные книги. Возникла даже особая манера начертания букв. Те древние рукописи до сих пор хранятся в городской библиотеке.
В Туре в период раннего Средневековья прошло несколько важных поместных соборов — в 461, 567, 755, 813, 1055 и 1163 годах.
Город долгое время развивался под влиянием двух культур — римской и галльской. До XII века на этом месте как бы существовали два города — античный Цезародунум и средневековый Тур. От римского города в современном Туре остались руины крепостных укреплений, засыпанные землёй фрагменты амфитеатра, терм и форума. Средневековый Тур полностью поглотил античный лишь в XIII веке. Филипп Август окончательно присоединил Тур к королевскому домену. В XV—XVI веках здесь стали бурно развиваться ремёсла. В это время гугеноты основали в Туре шёлкопрядильную промышленность, но после 1685 года они вынуждены были покинуть страну. Некоторые из изгнанных из Франции гугенотов оказались в Ирландии и там продолжили заниматься шёлкоткачеством. Это привело к тому, что Ирландия и поныне лидирует в мире по производству шёлкового белья. В Туре же это ремесло исчезло навсегда.

Площадь Жан-Жорес. Мэрия

В 1461 году Людовик XI перенёс в Тур столицу Франции. Таковым он был и при Карле VIII, Людовике XII, Франциске I. Генрих III перенёс (1583) сюда парламент, чем тоже содействовал росту города. Лишь Генрих IV не любил Тур, потому и вернул столицу в Париж.
В Туре несколько раз собирались французские Генеральные штаты. Во время Франко-Прусской войны 1870—1871 годов город был сильно разрушен. Это связано с тем, что с 11 сентября по 10 декабря 1870 года в Туре заседала ставка правительства национальной обороны, организованного по инициативе Министра внутренних дел и обороны Леона Гамбетты. Париж был оккупирован прусскими войсками.
Значительно пострадал город и в обе мировые войны. Но масштабная реставрация и реконструкция, проводимая в городе с 1960-х годов, превратила его в один из самых элегантных, ухоженных городов Франции.

## Климат
В Туре умеренный морской климат с мягкой дождливой зимой и тёплым летом. Зимой морозы случаются редко, что позволяет выращивать в городе ряд экзотических растений.
| Показатель                    | Янв. | Фев. | Март | Апр. | Май  | Июнь | Июль | Авг. | Сен. | Окт. | Нояб. | Дек. | Год  |
| ----------------------------- | ---- | ---- | ---- | ---- | ---- | ---- | ---- | ---- | ---- | ---- | ----- | ---- | ---- |
| Средний суточный максимум, °C | 7,3  | 8,5  | 12,3 | 15,2 | 19,1 | 22,8 | 25,5 | 25,4 | 21,8 | 16,8 | 10,9  | 7,5  | 16,1 |
| Средний суточный минимум, °C  | 2,0  | 1,9  | 3,9  | 5,6  | 9,2  | 12,1 | 14,0 | 13,7 | 11,1 | 8,6  | 4,6   | 2,5  | 7,5  |
| Норма осадков, мм             | 66   | 56   | 50   | 56   | 62   | 46   | 53   | 43   | 53   | 71   | 68    | 71   | 695  |
| Источник: Météo France        |      |      |      |      |      |      |      |      |      |      |       |      |      |

## Достопримечательности

Собор Сен-Гатьен

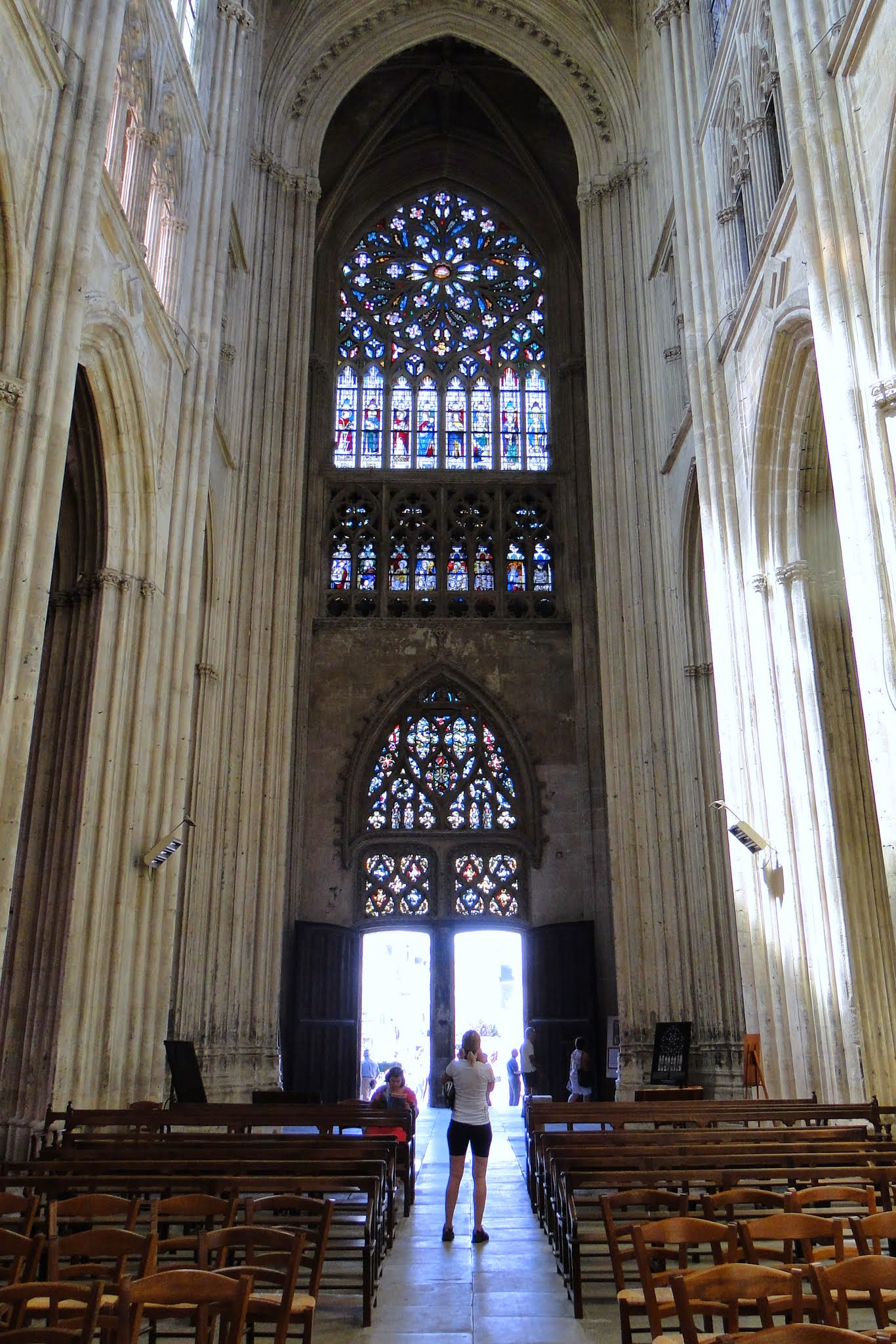
Интерьер собора

Главной архитектурной достопримечательностью Тура является готический собор Сен-Гатьен (Cathédrale Saint-Gatien), который строился с XIII по XVI век. В центре города сохранилась небольшая средневековая зона с прекрасными фахверковыми домами. Квартал этот хорошо отреставрирован. Особенно красив фахверковый дом Тур-Шарлемань (Tour Charlemagne).
Интересен Дворец епископа IX века, в конструкцию которого включены части стен галло-римских укреплений. В этом здании расположен музей изящных искусств, который может похвалиться фресками Мантеньи, вывезенными Наполеоном из Италии. Во времена Императора здесь посадили ливанский кедр, превратившийся со временем в огромное дерево.
Заслуживает внимания аббатство Сен-Жюльен с одноимённой церковью.
Древнейшая и исторически прославленная постройка в Туре — базилика св. Мартина (основана в 471 г., сожжена норманнами в 853 г., окончательно разрушена французскими революционерами в XVIII в., частично восстановлена в XX в.); в ней покоятся мощи святого.
В Туре находится «Le musée du Compagnonnage», имеющий статус национального музея Франции. Название можно перевести как «Компаньонаж» (см. соотв. термин), либо как «Музей Товарищества гильдий купцов и ремесленников». Его коллекция содержит произведения искусства из железа, кожи, тканей, дерева, камня и даже пищевой промышленности. Музей рассказывает про историю образования профсоюзов, гильдий, ассоциаций ремесленников во Франции, а также про ритуалы и регалии масонов.

## Города-побратимы
| Города-побратимы города Тур: - Мюльхайм-ан-дер-Рур (Германия), - Сеговия (Испания), - Парма (Италия), - Лоян (Китай), - Спрингфилд (США), - Труа-Ривьер (Канада), - Такамацу (Япония), - Брашов (Румыния), - Миннеаполис (США). | Договоры о сотрудничестве заключены с городами: - Саратов (Россия), - Сомбатхей (Венгрия), - Сеттат (Марокко), - Марракеш (Марокко). |